# 劉欽鄰
刘钦邻（？—1674年），字邻臣，号江屏，江南仪徵人，原籍江西新昌。清朝官员，进士出身。

## 生平
刘钦邻为順治十七年（1660年）庚子科舉人，順治十八年（1661年）辛丑科进士。康熙八年（1669年），出任广西富川县知县。康熙十三年（1674年），广西将军孙延龄响应吴三桂反清，攻陷平乐府，不久围攻富川。钦邻招募乡勇守城，与敌军对峙五十多天。同城把总杨虎夜引敌军入城，钦邻率领家丁力战，杀敌三十馀人，终被敌军捕获，身受重刑，缚送桂林。孙延龄用官印诱降，钦邻严词拒绝，遂被羁押，在狱中赋绝命诗，自缢而死。清廷追授太仆寺少卿，谥忠节。《清史稿》将其列入《忠义传》。

## 诗作
其《绝命诗》云：
城社丘墟不自由，孤灯囚室泪双流。
已拼一死完臣节，肠断江南亲白头。
《殉难诗》云：
反复南疆远，辜恩逆丑狂，
微臣犹有舌，不肯让睢阳。

## 家庭
- 曾祖刘让明，明宏治中任两淮盐运副使[4]。

## 延伸阅读
[在维基数据编辑]
 《清史稿·卷488》，出自趙爾巽《清史稿》